# Caio Alexandre
Caio Alexandre Souza e Silva dit Caio Alexandre, né le 24 février 1999 à Duque de Caxias au Brésil, est un footballeur brésilien qui évolue au poste de milieu défensif au EC Bahia.

## Biographie

### Botafogo FR
Né à Duque de Caxias dans l'État de Rio de Janeiro au Brésil, Caio Alexandre est formé par le Botafogo FR. En septembre 2019 il est promu en équipe première par l'entraîneur Eduardo Barroca (en). Alexandre joue son premier match en équipe premier le 1er mars 2020 face au Boavista Sport Club (en), lors d'une rencontre de Campeonato Carioca, en entrant en jeu à la place de Cícero. Son équipe s'impose sur le score de deux buts à un ce jour-là. Le 15 avril 2020, il prolonge son contrat jusqu'en 2022 avec Botafogo. C'est également dans le Campeonato Carioca que Caio Alexandre inscrit son premier but en professionnel, le 28 juin 2020, lors de la large victoire de son équipe face à Cabofriense (6-2),. Il joue son premier match de première division brésilienne le 12 août 2020, contre le Red Bull Bragantino (1-1).

### Whitecaps de Vancouver
Le 12 mars 2021, Caio Alexandre s'engage avec les Whitecaps de Vancouver, pour un contrat le liant avec le club jusqu'en 2024. Il fait sa première apparition sous ses nouvelles couleurs le 24 avril 2021 contre le Toronto FC. Il entre en jeu et les deux équipes se neutralisent (2-2). 

### Fortaleza EC
Touché par une fracture de la main puis en manque de temps de jeu en 2022, il est prêté le 15 août 2022 au Fortaleza EC dans son pays natal jusqu'à la fin de la saison. 
Il joue son premier match pour le club le 11 septembre 2022, lors d'une rencontre de championnat contre le Fluminense FC. Il entre en jeu et son équipe s'incline par deux buts à un.
En décembre 2022, les Whitecaps annoncent la prolongation du prêt à Fortaleza d'une année supplémentaire.

### EC Bahia
Le 15 janvier 2024, Caio Alexandre signe en faveur de l'EC Bahia pour un contrat courant jusqu'en décembre 2028.